# Episodi di Cuori senza età (terza stagione)
La terza stagione della serie televisiva Cuori senza età è stata trasmessa in anteprima negli Stati Uniti d'America dalla NBC tra il 19 settembre 1987 e il 7 maggio 1988.
| nº | Titolo originale                 | Titolo italiano                     | Prima TV USA      | Prima TV Italia  |
| -- | -------------------------------- | ----------------------------------- | ----------------- | ---------------- |
| 1  | Old Friends                      | Vecchi amici                        | 19 settembre 1987 | 22 novembre 1989 |
| 2  | One for the Money                | Voglio diventare ricca              | 26 settembre 1987 |                  |
| 3  | Bringing Up Baby                 | Un bambino da allevare              | 3 ottobre 1987    | 21 novembre 1989 |
| 4  | The Housekeeper                  | La cameriera                        | 17 ottobre 1987   |                  |
| 5  | Nothing to Fear, But Fear Itself | Niente da temere, tranne la paura   | 24 ottobre 1987   |                  |
| 6  | Letter to Gorbachev              | Lettera a Gorbaciov                 | 31 ottobre 1987   |                  |
| 7  | Strange Bedfellows               | Strani compagni di letto            | 7 novembre 1987   |                  |
| 8  | Brotherly Love                   | Amore fraterno                      | 14 novembre 1987  | 24 novembre 1989 |
| 9  | A Visit from Little Sven         | Arriva il piccolo Sven              | 21 novembre 1987  |                  |
| 10 | The Audit                        | L'accertamento                      | 28 novembre 1987  |                  |
| 11 | Three on a Couch                 | Tre sul divano                      | 5 dicembre 1987   |                  |
| 12 | Charlie's Buddy                  | L'amico di Charlie                  | 12 dicembre 1987  | 28 novembre 1989 |
| 13 | The Artist                       | L'artista                           | 19 dicembre 1987  |                  |
| 14 | Blanche's Little Girl            | La bambina di Blanche               | 9 gennaio 1988    |                  |
| 15 | Dorothy's New Friend             | La nuova amica di Dorothy           | 16 gennaio 1988   |                  |
| 16 | Grab That Dough                  | Afferra quei soldi                  | 23 gennaio 1988   | 29 novembre 1989 |
| 17 | My Brother, My Father            | Padre mio, fratello mio             | 6 febbraio 1988   |                  |
| 18 | Golden Moments (Part 1)          | I momenti più belli (prima parte)   | 13 febbraio 1988  |                  |
| 19 | Golden Moments (Part 2)          | I momenti più belli (seconda parte) | 13 febbraio 1988  |                  |
| 20 | And Ma Makes Three               | E con mamma siamo in tre            | 20 febbraio 1988  |                  |
| 21 | Larceny and Old Lace             | Rapina e vecchi merletti            | 27 febbraio 1988  |                  |
| 22 | Rose's Big Adventure             | La grande avventura di Rose         | 12 marzo 1988     |                  |
| 23 | Mixed Blessings                  | Benedizione mista                   | 19 marzo 1988     |                  |
| 24 | Mister Terrific                  | Mister Meraviglia                   | 30 aprile 1988    |                  |
| 25 | Mother's Day                     | La festa della mamma                | 7 maggio 1988     |                  |